# Pomnik Bartolomea Colleoniego w Szczecinie
Pomnik Bartolomea Colleoniego (niem. Reiterstandbild Bartolomeo Colleoni) – konny posąg słynnego kondotiera, znajdująca się w Szczecinie zabytkowa kopia renesansowego pomnika Bartolomea Colleoniego dłuta Andrei del Verrocchia (odsłoniętego 21 marca 1496 w Wenecji, na placu świętych Jana i Pawła). 

## Historia
Galwanoplastyczną kopię pomnika wykonano w 1909 roku w Wuerttembergische Metallwarenfabrik w Geislingen dla utworzonego w 1913 szczecińskiego muzeum miejskiego. Posąg był centralnym punktem zbioru kopii najsłynniejszych dzieł antycznych i renesansowych znajdujących się w sali kopułowej (obecnie siedziba Teatru Współczesnego).
Posąg przetrwał nienaruszony II wojnę światową. 15 stycznia 1948 został wywieziony do Warszawy. Pierwotnie znalazł się w zbiorach warszawskiego Muzeum Narodowego, następnie kilka lat przeleżał w magazynie Muzeum Wojska Polskiego. Wiosną 1950 stanął na dziedzińcu Akademii Sztuk Pięknych. 
5 czerwca 1989 pomnik wpisano do rejestru zabytków.
Na początku 1992 władze Szczecina podjęły działania na rzecz powrotu obiektu do miasta. Po latach usilnych starań, pod koniec 2001 roku władze Warszawy zgodziły się na jego zwrot.
21 sierpnia 2002 posąg Colleoniego został ustawiony na szczecińskim Placu Lotników. 31 sierpnia uroczystego odsłonięcia pomnika dokonali prezydent Szczecina Edmund Runowicz i potomek kondotiera, adwokat Guardo Colleoni.

W maju i czerwcu 2009 r. pomnik kondotiera przechodził gruntowną renowację. Colleoni odzyskał wtedy też oręż trzymany w prawej dłoni, taki sam jak oryginał.